# 地下浩多
地下 浩多（じげ こうた、1997年4月23日 - ）は、香港生まれの日本のサッカー選手。ポジションはMF。

## 経歴
2011年に南華のユースアカデミーに加入。2012年には15歳にしてリザーブチームに加入した。
2012年12月8日に行われたSLベンフィカ・エン・マカオとの親善試合の際にトップチームのメンバーに入り、後半に途中出場しトップチームデビューを果たした。17日にはプロ契約を締結、26日の香港FAカップ第1ラウンド、アウェーの旺角大球場で迎えた公民戦で86分から途中出場し、公式戦初出場を果たした。

## 人物
父親は香港で寿司屋を営んでいる。
香港の日本人学校に通ってはいるものの、日本語はあまり得意でなく、英語と広東語を常用している。